# Port lotniczy Bambari
Port lotniczy Bambari – port lotniczy zlokalizowany w Bambari, w Republice Środkowoafrykańskiej.